# Terry Melcher
Terry Melcher (New York, 8 février 1942 - Beverly Hills, 19 novembre 2004) est un musicien et producteur de disques américain. 

## Biographie
Né Terence P. Jorden, il est le fils de l'actrice américaine Doris Day et de son premier mari, le tromboniste Al Jorden. Le couple se sépare peu après sa naissance. À l'âge de 10 ans, il est adopté par le troisième mari de Doris Day, le producteur de films Martin Melcher, qui lui donne son nom de famille.
En 1965, Il produit le premier album des Byrds, Mr. Tambourine Man.
Parallèlement à son activité de producteur chez Columbia Records, il évolue en tant que musicien au sein du duo Bruce and Terry avec le jeune Bruce Johnston (futur membre des Beach Boys) ainsi que du groupe Rip Chords, dont fait également partie Bruce Johnston.
En 1988, Terry Melcher obtient une nomination aux Golden Globe pour avoir coécrit la chanson Kokomo avec John Phillips, Scott McKenzie et Mike Love. 
Terry Melcher est décédé d'un cancer le 19 novembre 2004 à Beverly Hills.

## Dans la culture populaire
En 2018, Bryan Adrian l'interprète dans le long métrage Charlie Says de Mary Harron.